# Alfabeto galego
O alfabeto galego, segundo a representação gráfica atual oficial, tem 23 letras e 6 dígrafos, além das letras (ç, j, k, w e y) usadas em estrangeirismos, abreviaturas e símbolos internacionais.
| Letra | Nome  | Fonema(s) que representa                                |
| ----- | ----- | ------------------------------------------------------- |
| A     | a     | /a/                                                     |
| B     | be    | /b/                                                     |
| C     | ce    | /θ/ (+ e e i; /s/ em zonas com seseo); /k/ (+ a, o e u) |
| D     | de    | /d/                                                     |
| E     | e     | /e/, /ɛ/                                                |
| F     | efe   | /f/                                                     |
| G     | gue   | /g/ (/x/ em zonas com "gheada")                         |
| H     | hache |                                                         |
| I     | i     | /i/, /j/                                                |
| L     | ele   | /l/                                                     |
| M     | eme   | /m/                                                     |
| N     | ene   | /n/                                                     |
| Ñ     | eñe   | /ɲ/                                                     |
| O     | o     | /o/, /ɔ/                                                |
| P     | pe    | /p/                                                     |
| Q     | que   | /k/                                                     |
| R     | erre  | /r/, /ɾ/                                                |
| S     | ese   | /s/                                                     |
| T     | te    | /t/                                                     |
| U     | u     | /u/, /w/                                                |
| V     | uve   | /b/                                                     |
| X     | xe    | /ʃ/, /ks/                                               |
| Z     | zeta  | /θ/ (/s/ nas zonas com seseo)                           |

| Dígrafo | Nome       | Fonema(s) que representa |
| ------- | ---------- | ------------------------ |
| ch      | ce hache   | /tʃ/                     |
| gu      | gue u      | /g/                      |
| ll      | ele dobre  | /ʎ/                      |
| nh      | ene hache  | /ŋ/                      |
| qu      | que u      | /k/                      |
| rr      | erre dobre | /r/                      |

No galego-português existiam também as letras j (/ʃ/) g (/ʃ/ con e e i), ç (/θ/; /s/ nas zonas com seseo), e os dígrafos lh (/ʎ/), nh (/ɲ/) e -ss-. Algumas destas formas aparecem em forma minoritária em textos literários dos séculos XIX e XX, as usando com coerência e sistematicidade nas correntes reintegracionistas atuais.